# Liacarus jordanai
Liacarus jordanai är en kvalsterart som beskrevs av Moraza och Pérez-Íñigo 1979. Liacarus jordanai ingår i släktet Liacarus och familjen Liacaridae. Inga underarter finns listade i Catalogue of Life.